# Krün
Krün er en kommune i Landkreis Garmisch-Partenkirchen i Regierungsbezirk Oberbayern i den tyske delstat Bayern.

## Geografi
Krün ligger i Region Oberland og i Werdenfelser Land.
Ud over Krün er der landsbyerne Klais og Elmau

### Søer
I kommunen er der flere mindre søer som Barmsee, Geroldsee (Wagenbrüchsee), Grubsee og Tennsee. Derudover er der den opstemmede Isarstausee, der via Obernachkanalen og Kraftwerk Walchensee forgrener sig til Walchensee.

## Eksterne henvisniknger
- Wikimedia Commons har flere filer relateret til Krün

- Unterkunftsverzeichnis von Krün und Umgebung